# الفروسية في الألعاب الأولمبية الصيفية 2000
شملت أحداث الفروسية في أولمبياد سيدني 2000 ترويض الخيول، محاكمة الخيول، وعروض القفز. وكان للتخصصات الثلاثة مسابقات فردية وجماعية.

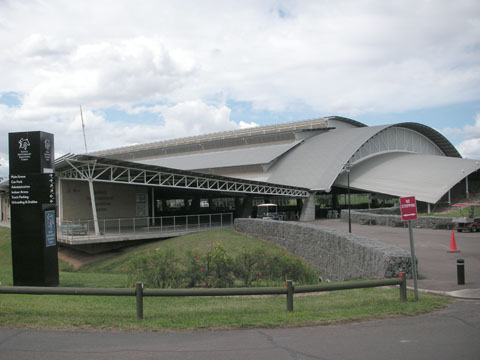
حديقة هورسلي ، واحدة من الأماكن الأولمبية

## الميداليات
*   البلد المضيف (مضيف)
| المرتبة | فريق             | ذهبية | فضية | برونزية | المجموع |
| ------- | ---------------- | ----- | ---- | ------- | ------- |
| 1       | هولندا           | 2     | 2    | 0       | 4       |
| 2       | ألمانيا          | 2     | 1    | 1       | 4       |
| 3       | أستراليا         | 1     | 1    | 0       | 2       |
| 4       | الولايات المتحدة | 1     | 0    | 2       | 3       |
| 5       | سويسرا           | 0     | 1    | 0       | 1       |
| 5       | بريطانيا العظمى  | 0     | 1    | 0       | 1       |
| 7       | البرازيل         | 0     | 0    | 1       | 1       |
| 7       | السعودية         | 0     | 0    | 1       | 1       |
| 7       | نيوزيلندا        | 0     | 0    | 1       | 1       |
| المجموع | المجموع          | 6     | 6    | 6       | 18      |

## ملخص الحدث
| Event               | الذهبية | الفضية | البرونزية |
| ------------------- | --- | --- | --- |
| Individual dressage | أنكي فان غرونسفين · and Bonfire (هولندا) | أيزابيل ويرث · and Gigolo FRH (ألمانيا) | Ulla Salzgeber · and Rusty (ألمانيا) |
| فريق ترويض الخيل    | ألمانيا (GER) · أيزابيل ويرث · and Gigolo FRH · Nadine Capellmann · and Farbenfroh · Ulla Salzgeber · and Rusty · Alexandra Simons de Ridder · and Chacomo | هولندا (NED) · Ellen Bontje · and Silvano · أنكي فان غرونسفين · and Bonfire · Arjen Teeuwissen · and Goliath · Coby van Baalen · and Ferro                       | الولايات المتحدة (USA) · Susan Blinks · and Flim Flam · روبرت دوفر · and Ranier · Guenter Seidel · and Foltaire · Christine Traurig · and Etienne           |
| Individual eventing | David O'Connor · and Custom Made (الولايات المتحدة) | أندرو هوي · and Swizzle In (أستراليا) | Mark Todd · and Eyespy II (نيوزيلندا) |
| Team eventing       | أستراليا (AUS) · فيليب دتون · and House Doctor · أندرو هوي · and Darien Powers · Stuart Tinney · and Jeepster · ماثيو ريان · and Kibah Sandstone           | بريطانيا العظمى (GBR) · يان ستارك · and Jaybee · Jeanette Brakewell · and Over To You · بيبا فونل · and Supreme Rock · ليزلي لو · and Shear H2O                  | الولايات المتحدة (USA) · Nina Fout · and 3 Magic Beans · Karen O'Connor · and Prince Panache · David O'Connor · and Giltedge · Linden Wiesman · and Anderoo |
| Individual jumping  | Jeroen Dubbeldam · and De Sjiem (هولندا) | Albert Voorn · and Lando (هولندا) | خالد العيد · and Khashm al-'Aan (السعودية) |
| فريق القفز          | ألمانيا (GER) · لودغر بيرباوم · and Goldfever 3 · Lars Nieberg · and Esprit FRH · Marcus Ehning · and For Pleasure · أوتو بيكر · and Dobels Cento          | سويسرا (SUI) · ماركوس فوكس (لاعب فروسية استعراضية) · and Tinka's Boy · Beat Maendli · and Pozitano · Lesley McNaught · and Dulf · Willi Melliger · and Calvaro V | البرازيل (BRA) · Rodrigo Pessoa · and Baloubet du Rouet · Luiz Felipe De Azevedo · and Ralph · ألفارو ميراندا ‏ · and Aspen · André Johannpeter · and Calei  |

## الفرسان
- Imtiaz Anees
- David O'Connor  الولايات المتحدة
- أندرو هوي
- Mark Todd
- فيليب دتون
- Stuart Tinney
- ماثيو ريان
- يان ستارك
- Jeanette Brakewell
- هيا بنت الحسين  الأردن
- بيبا فونل
- ليزلي لو
- Nina Fout  الولايات المتحدة
- Karen O'Connor  الولايات المتحدة
- Linden Wiesman  الولايات المتحدة
- أنكي فان غرونسفين  هولندا
- Jane Hoy
- أيزابيل ويرث
- Ulla Salzgeber ألمانيا
- Alexandra Simons de Ridder ألمانيا
- Ellen Bontje  هولندا
- Arjen Teeuwissen  هولندا
- Coby van Baalen  هولندا
- Susan Blinks  الولايات المتحدة
- روبرت دوفر  الولايات المتحدة
- Guenter Seidel  الولايات المتحدة
- Christine Traurig  الولايات المتحدة
- Jeroen Dubbeldam  هولندا
- Albert Voorn  هولندا
- خالد العيد
- لودغر بيرباوم ألمانيا
- Lars Nieberg ألمانيا
- Marcus Ehning ألمانيا
- أوتو بيكر ألمانيا
- ماركوس فوكس (لاعب فروسية استعراضية)
- Beat Maendli
- Lesley McNaught
- Willi Melliger
- Rodrigo Pessoa
- Luiz Felipe De Azevedo
- ألفارو ميراندا  [لغات أخرى]‏
- Andre Johannpeter
- Ali Nilforoushan إيران